# Talent (Oregón)
Talent es una ciudad ubicada en el condado de Jackson en el estado estadounidense de Oregón. En el año 2007 tenía una población de 6.680 habitantes y una densidad poblacional de 1,712.6 personas por km².

## Geografía
Talent se encuentra ubicada en las coordenadas 42°14′24″N 122°46′56″O / 42.24000, -122.78222.

## Demografía
Según la Oficina del Censo en 2000 los ingresos medios por hogar en la localidad eran de $29,063, y los ingresos medios por familia eran $33,333. Los hombres tenían unos ingresos medios de $24,781 frente a los $21,213 para las mujeres. La renta per cápita para la localidad era de $16,271. Alrededor del 15.4% de la población estaban por debajo del umbral de pobreza.